# South Lakeland
South Lakeland er et administrativt distrikt i Cumbria i det nordvestlige England. Administrationsbyen er Kendal. Store dele af Lake District ligger i South Lakeland.
Distriktet blev oprettet 1. april 1974. Før sammenlægningen bestod det nuværende distrikt af Kendal, Windermere, det meste af Lakes, South Westmorland landdistrikt i Westmorland, Grange, Ulverston og North Lonsdale landdistrikt i Lancashire og Sedbergh landdistrikt i West Riding of Yorkshire.
54°18′43″N 2°52′48″V / 54.312°N 2.88°V